# Manfred Sellge
Manfred Sellge (* 10. März 1941; † 2. April 2017 in Friedberg bei Augsburg) war ein leitender Fernsehredakteur beim Westdeutschen Rundfunk. Sellge stieß 1968 zur Sportredaktion des WDR. Er war dort im Bereich Sport als Moderator, Reporter, Regisseur und Filmemacher tätig. Er gilt als Erfinder des Fußball-Balletts anlässlich der Fußball-Weltmeisterschaft 1974, obwohl er selbst in einem WDR-Interview angab, eine Idee der BBC aufgegriffen zu haben.
Manfred Sellge arbeitete 33 Jahre für den WDR, bis er krankheitsbedingt 2001 ausschied. Bis zu seinem Ausscheiden war er Redaktionsleiter von Sport im Westen. Er starb im April 2017 im Alter von 76 Jahren in seinem Wohnort Friedberg bei Augsburg.

## Preise
- Bambi (1975)
- Int. Kino- u. Fernsehfilm-Preis (Sportfilmtage Oberhausen, 1975)
- E.N.I.T. (1975)